# Mortlach
Mortlach ist die älteste legale Whiskybrennerei in Dufftown, Banffshire, Schottland. Die Brennereigebäude sind teilweise in den schottischen Denkmallisten in die Kategorie B einsortiert.

## Geschichte
Gegründet wurde die Brennerei 1823 durch James Findlater, Donald Mackintosh und Alexander Gordon. Der Name Mortlach wird unterschiedlich gedeutet, neben den Übersetzungen „großer grüner Hügel“ oder „schüsselförmiges Tal“ wird er manchmal als „Massaker an den Wildgänsen“ übersetzt, wobei mit „Wildgänsen“ das dänische Heer gemeint ist, welches vom schottischen König Malcolm II. im Jahr 1010 in der Gegend um Dufftown geschlagen wurde.
Ursprünglich firmierte die Brennerei unter dem Namen Dufftown Distillery und gehörte eine Zeit lang John und James Grant von Glen Grant, später dann George Cowie, bevor sie über die Distillers Company Ltd. (DCL) und die United Distillers (UD) schließlich zu Diageo kam, in deren Besitz sie heute noch ist.
Der berühmteste Lehrling der Destille war William Grant, der spätere Gründer von Glenfiddich.

## Produktion
Das Wasser der zur Region Speyside gehörenden Brennerei stammt aus Quellen in den Conval Hills. Die Destillerie besitzt einen Maischbottich (12 t) aus Edelstahl, sechs Gärbottiche (je 59.000 l) aus Lärchenholz, drei wash stills (zusammen 32.500 l) und drei spirit stills (zusammen 26.000 l).
Für schottische Whiskys unüblich wird bei Mortlach ein Teil des Whiskys in einem Dreifach-Destillationsverfahren gebrannt, wie man es sonst eher aus Irland kennt. Dabei wird die The Wee Witchie genannte spirit still No. 1, die auch die kleinste Brennblase der Destillerie ist, als intermediate still benutzt, allerdings wird nur der Nachlauf (feints) aus den beiden ersten wash stills in ihr destilliert, nicht der aus wash still No. 3, der größten Brennblase. Bei Mortlach wird der Whisky als 2,81-fach destilliert bezeichnet.

## Abfüllungen
Seit 2018 besteht die Core Range von Mortlach aus 12yo, 16yo und 20yo.
Ältere offizielle Abfüllungen waren: Mortlach Rare Old, Mortlach 18 Jahre und Mortlach 25 Jahre. Es gab auch einen 16-Jährigen mit 43 % für die „Flora & Fauna“-Serie sowie für die „Rare Malts Selection“ und vereinzelt auch Exclusivabfüllungen für einzelne Händler und Exporteure.
Da Mortlach sehr lange nicht selbst abgefüllt hatte, haben ihn noch viele der unabhängigen Abfüller im Programm, teils mit sehr alten Abfüllungen. Ursprünglich vorwiegend von Gordon & MacPhail angeboten, haben oder hatten ihn in jüngster Zeit u. a. Vintage Malt Whisky Co. (Coopers Choice), Signatory, Adelphi, Cadenhead Murray McDavid und viele mehr im Angebot.